# 中田明日見
中田明日見（1988年4月5日—）。日本女性聲優、演員、歌手。現時所屬的事務所為 OSCAR PROMOTION。
聲優代表作為《真珠美人魚》的七海露亞。

## 演出作品

### 電視節目
- 天才兒童（天才てれびくん，1998年3月－1999年3月）
- 天才兒童WIDE（天才てれびくんワイド，1999年4月－2002年3月）
- Bitworld（ビットワールド，2007年4月－）

### 動畫
- 真珠美人魚（七海露亞）
- 忍者少女（櫻桃）

### CD
- Mermaid Melody Pichi Pichi Pitch Original Sound Track（真珠美人魚）
- Pichi Pichi Pitch Vocal Collection JEWEL BOX 1（真珠美人魚）
- Pichi Pichi Pitch Vocal Collection JEWEL BOX 2（真珠美人魚）
- Pichi Pichi Pitch Vocal Collection PURE BOX I（真珠美人魚）
- Pichi Pichi Pitch Vocal Collection PURE BOX II（真珠美人魚）

## 外部連結
- 官方個人詳細資料（页面存档备份，存于）（日語）